# Blauer Eukalyptus
Der Blaue Eukalyptus (Eucalyptus globulus), auch Gewöhnlicher Eukalyptus, Tasmanischer Blaugummibaum (engl. „Tasmanian Blue Gum“ oder „Blue Gum Eucalyptus“) oder Fieberbaum genannt, ist eine Pflanzenart der Gattung Eucalyptus  innerhalb der Familie der Myrtengewächse (Myrtaceae). Das ursprüngliche Verbreitungsgebiet ist nur Tasmanien und das südliche Victoria. Der Blaue Eukalyptus gehört zu den am meisten angebauten und bekanntesten Pflanzenarten, deren Heimat der Australische Kontinent ist.

## Beschreibung

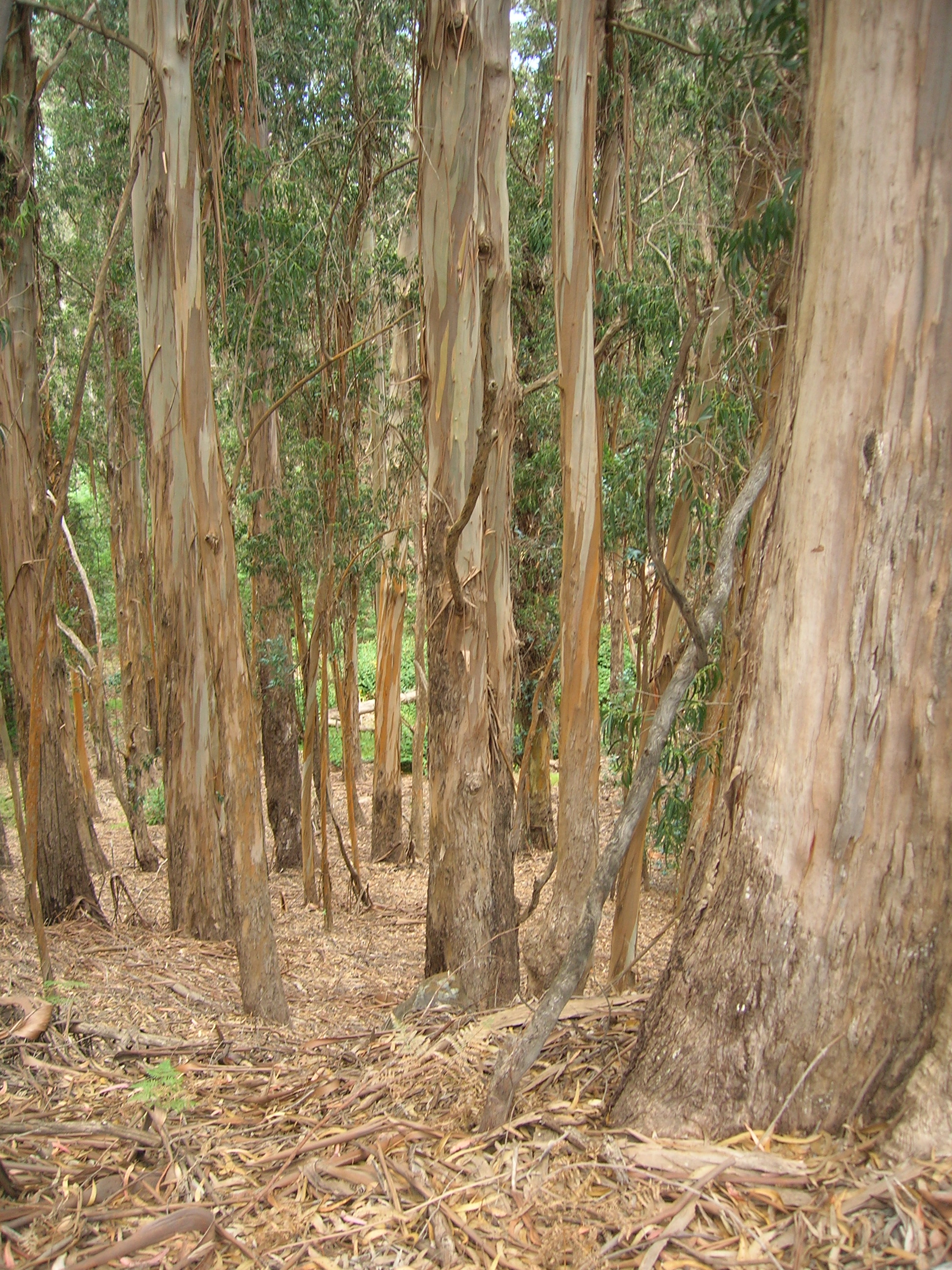
Borke

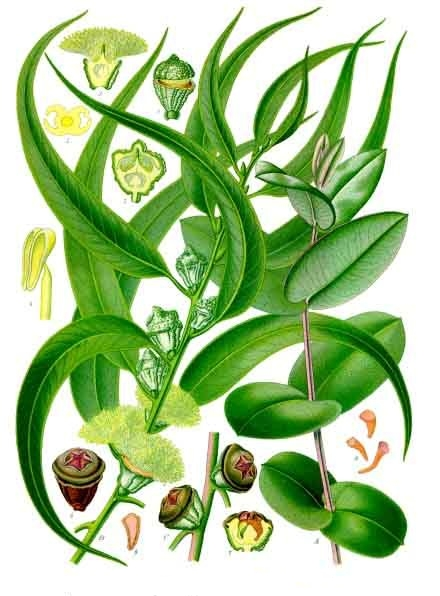
Illustration

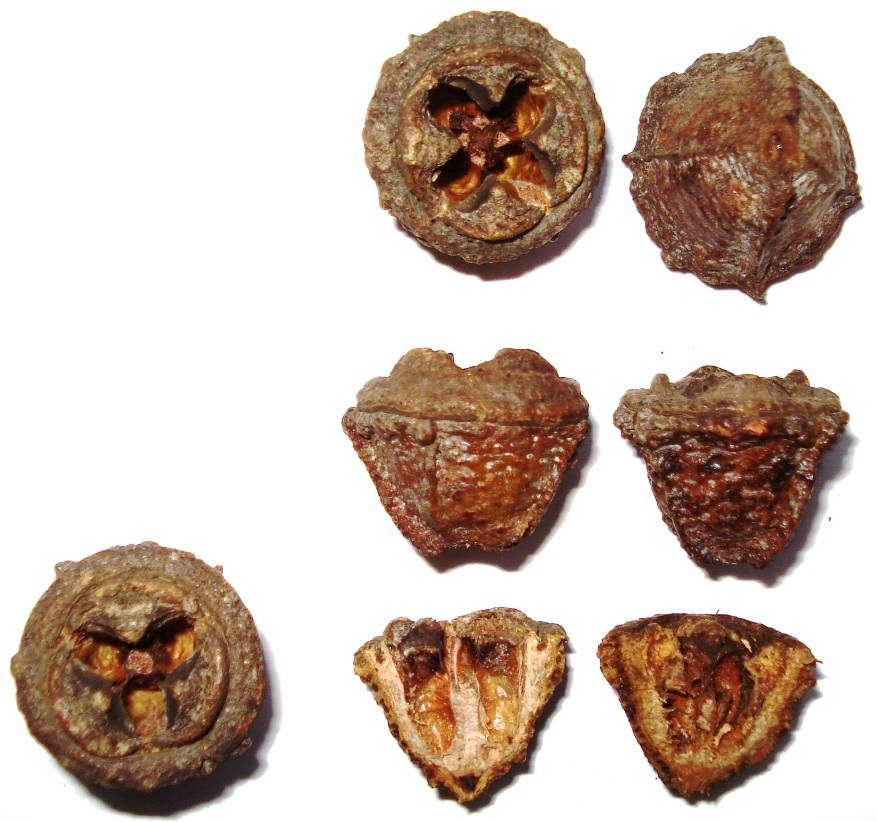
Früchte – von oben, unten den Seiten; halbierte Kapselfrucht – links unten eine Kapselfrucht mit nur drei Fruchtfächern

### Erscheinungsbild und Blatt
Eucalyptus globulus wächst als immergrüner Baum, der Wuchshöhen von bis über 60 Meter, selten bis über 80 Meter erreicht. Der Stammdurchmesser erreicht bis über 2,5 Meter, selten bis über 5 Meter. Die Borke ist glatt oder verbleibt manchmal am unteren Teil des Stammes grau mit weißlichen Flecken oder grau-gelb und fasrig-schuppig. Sie besitzt Drüsen. Im Mark sind ebenfalls Öldrüsen vorhanden. Die Keimblätter sind nierenförmig.
Bei Eucalyptus globulus liegt Heterophyllie vor. Die gegenständig angeordneten Laubblätter an mittelalten Exemplaren sind kreisrund oder eiförmig, ganzrandig, matt grau-grün und besitzen keine Blattstiele. Die wechselständigen, einfarbigen, glänzend grünen Laubblätter an erwachsenen Exemplaren sind in Blattstiel und -spreite gegliedert. Ihre Blattstiele besitzen einen schmal-abgeflachten oder kanalförmigen Querschnitt. Die dicke, einfache Blattspreite ist schmal-lanzettlich oder lanzettlich mit bespitztem oberen Ende und spitz zulaufender Spreitenbasis. Die Seitennerven sind erhaben.

### Blütenstand und Blüte
Seitenständig auf einem im Querschnitt breit abgeflachten Blütenstandsschaft steht ein einfacher Blütenstand, der eine bis drei Blüten enthält.
Die Blütenknospe ist kreiselförmig und blau-grün bemehlt oder bereift. Die zwittrige Blüte ist radiärsymmetrisch mit doppelter Blütenhülle. Die Kelchblätter bilden eine Calyptra, die früh abfällt. Die Calyptra ist konisch, so lang und so breit wie der Blütenbecher (Hypanthium). Blütenbecher und Calyptra sind gerippt oder faltig. Die Blüten sind weiß oder cremefarben.

### Frucht
Die Kapselfrucht ist kugelig oder muschelförmig. Der Diskus ist flach oder erhaben. Die Fruchtfächer sind auf dem Niveau des Randes oder stehen hervor.

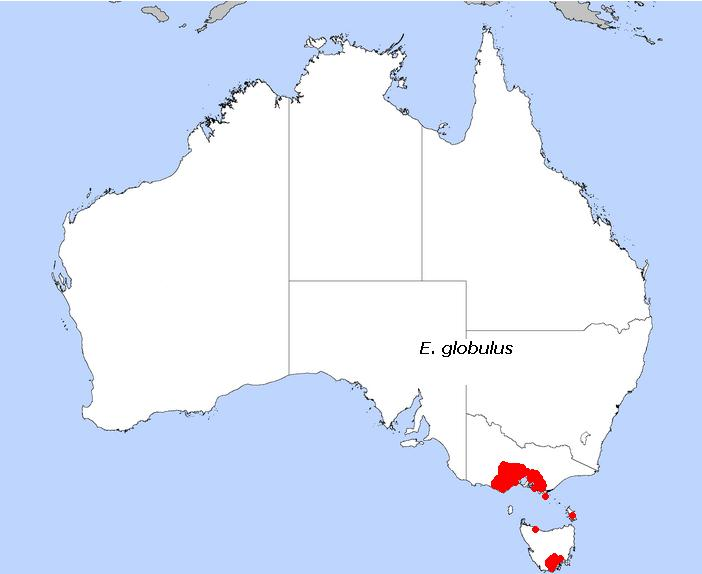
Hauptverbreitungsgebiete

## Verbreitung
Der Blaue Eukalyptus kommt natürlich nur in Tasmanien, im Süden und Osten des Bundesstaates Victoria und im südöstlichen New South Wales vor. Allerdings ist er heute durch den Menschen in fast jedem Land und jeder Gegend mit geeignetem Klima verbreitet, wo er oft in großen Plantagen angebaut wird. Im Galicien/Nordwestspanien wird der Eukalyptus globulus aufgrund seiner hohen Rohdichte in Plantage angebaut und zu verleimten Fensterkanteln verarbeitet.

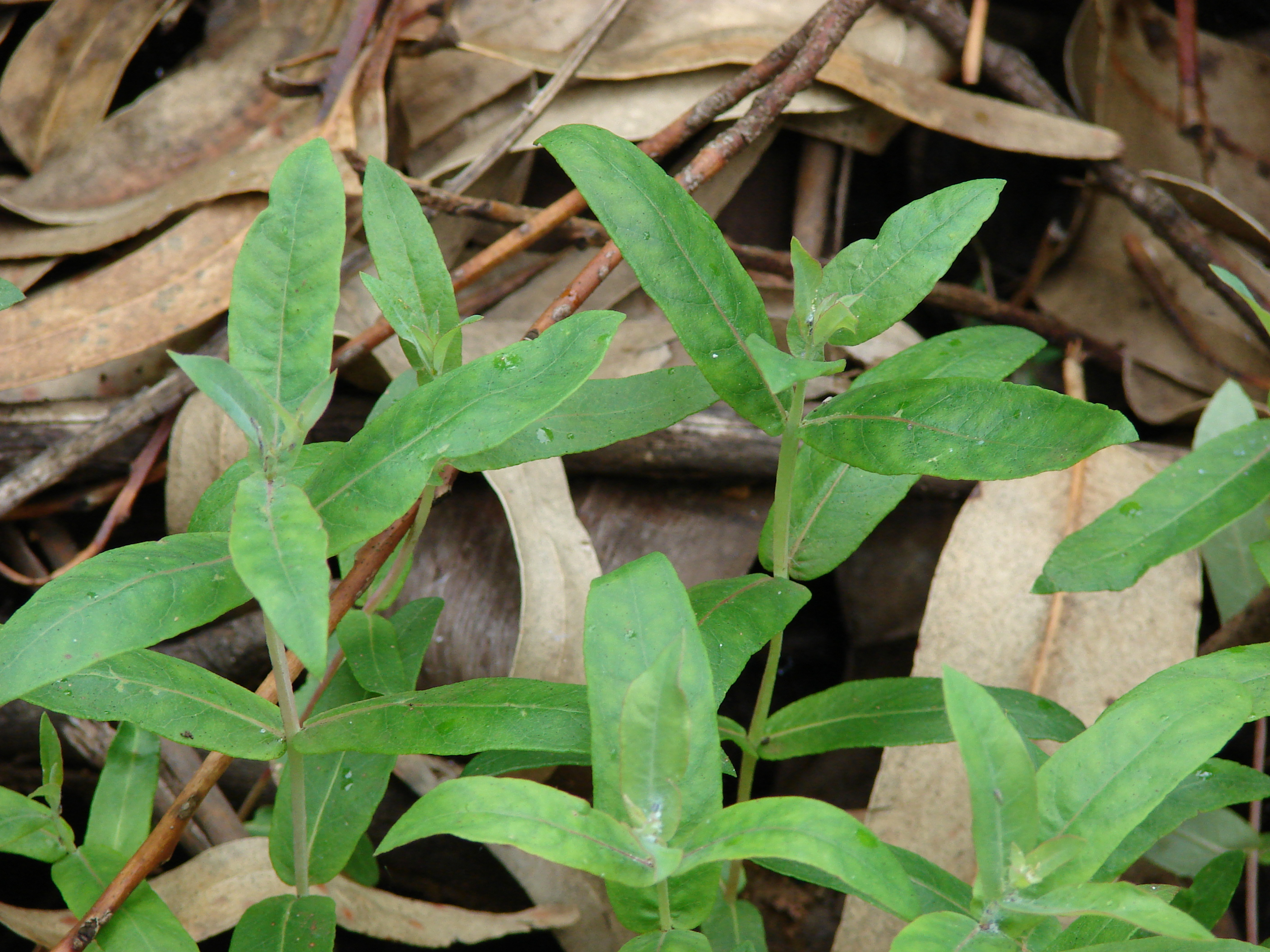
Sämlinge nach einem Waldbrand

## Systematik
Die Erstbeschreibung von Eucalyptus globulus erfolgte 1800 durch den französischen Botaniker Jacques Julien Houtou de Labillardière in Relation du Voyage à la Recherche de la Pérouse, Volume 1, S. 153.
Von Eucalyptus globulus gibt es vier Unterarten:
- Eucalyptus globulus subsp. bicostata (Maiden, Blakely & Simmonds) J.B.Kirkp. (Syn.: Eucalyptus bicostata Maiden, Blakely & Simmonds, Eucalyptus globulus var. bicostata (Maiden, Blakely & Simmonds) Ewart)[9]
- Eucalyptus globulus Labill. subsp. globulus (Syn.: Eucalyptus gigantea Dehnh.)
- Eucalyptus globulus subsp. maidenii (F.Muell.) J.B.Kirkp. (Syn.: Eucalyptus maidenii F.Muell., Eucalyptus maidenii F.Muell. var. maidenii, Eucalyptus maideni F.Muell. orth. var.)
- Eucalyptus globulus subsp. pseudoglobulus (Naudin ex Maiden) J.B.Kirkp. (Syn.: Eucalyptus pseudoglobulus (Naudin) Maiden, Eucalyptus globulus var. stjohnii R.T.Baker, Eucalyptus globulus var. stjohni orth. var. R.T.Baker, Eucalyptus stjohnii (R.T.Baker) R.T.Baker, Eucalyptus st-johni orth. var. R.T.Baker)

## Nutzung

### Forstwirtschaft
Der Blaue Eukalyptus macht 65 Prozent der gepflanzten Bäume in Australien aus. Zurzeit sind etwa 45.000 ha als Plantagen bepflanzt. Der Blaue Eukalyptus wächst zunächst schnell, etwa 60 bis 70 % des Höhenwachstums (Standortabhängig zum Beispiel 25 m) wird in den ersten zehn Jahren erreicht. In dem nachfolgenden Jahrzehnt lässt das Wachstum nach.

### Holzeigenschaften

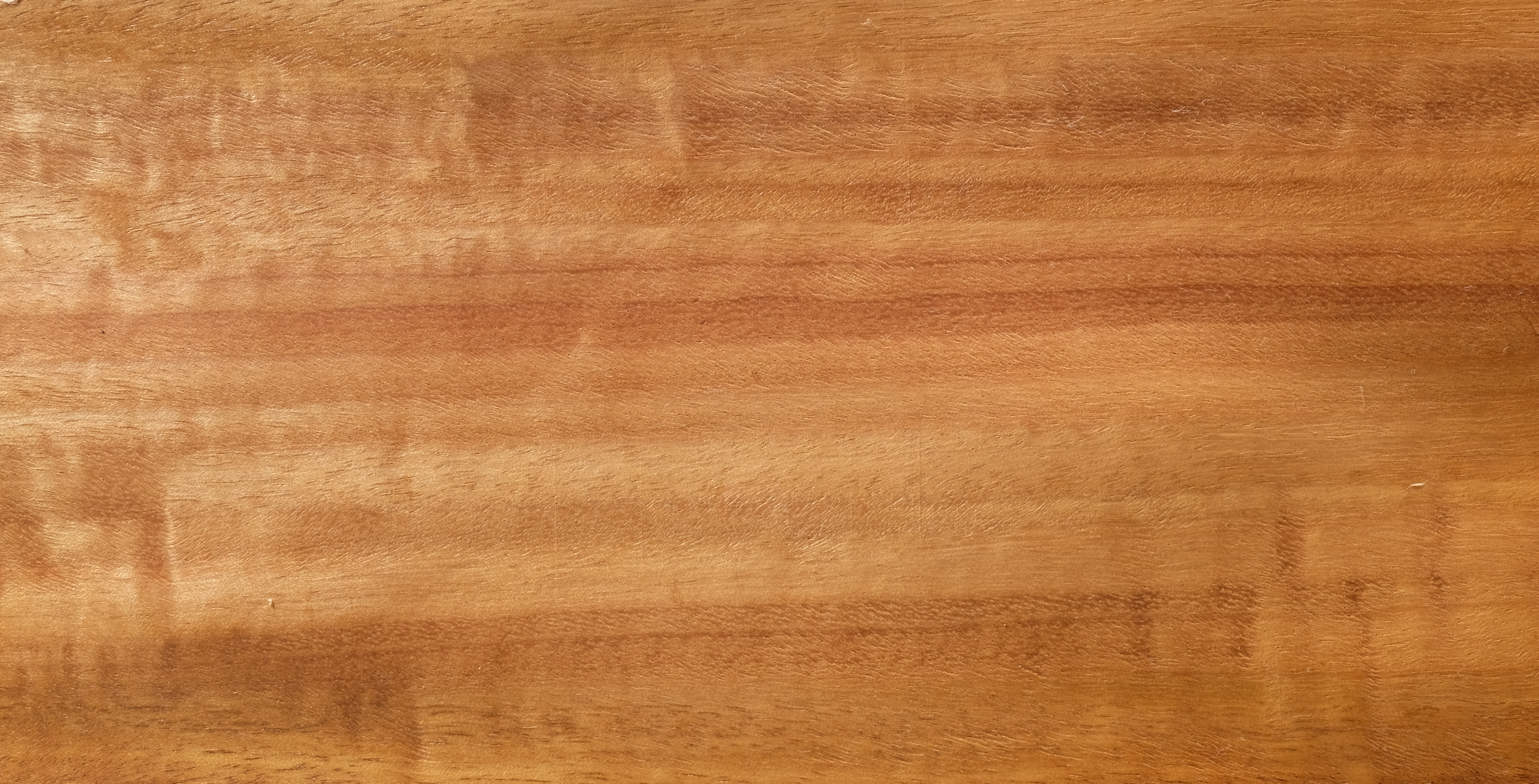
Holz des Eucalyptus (Blue Gum)

Das Holz hat eine hell- bis rotbraune Färbung und ist anfällig für Termiten sowie bestimmte Pilzarten.
Das reife Holz des Blauen Eukalyptus hat eine Rohdichte von circa 900 kg/m³ und verfügt über gute Resistenz gegen Witterungseinflüsse (1-2 in der Resistenzklassen nach DIN 68364 (11-1979)).

### Verwendung des Holzes
Das Holz jüngerer Exemplare kann als Industrieholz oder Brennholz Verwendung finden. Als Holzkohle verbrennt es sauber und hinterlässt wenig Asche. Bei älteren Exemplaren nimmt die Holzqualität zu, so dass das Holz dann auch als Sägeholz Verwendung finden kann. Europäischer Eucalyptus globulus aus Galicien/Nordwestspanien ist seit 2007 für die Herstellung von RAL-gütegesicherten Holzfenstern und Holzhaustüren zugelassen. Diese Zulassung gilt ausschließlich für den europäischen Eucalyptus globulus aus Galicien/Nordwestspanien. Aufgrund seiner Härte eignet sich europäischer Eucalyptus globulus hervorragend für die Herstellung von einbruchhemmenden Fenstern und Haustüren.

### Verwendung in der Medizin
Eukalyptusblätter werden als Droge eher selten gebraucht. Sehr viel häufiger verwendet man das reine ätherische Öl der Pflanze, das in den Blättern zu 0,5–3,5 % enthalten ist. Das Eukalyptusöl ist eine farblose, kampferartig riechende Flüssigkeit mit dem Hauptbestandteil Cineol. Phellandren und Piperidon dürfen als Schleimhaut reizende Substanzen nur in Spuren enthalten sein.
Nach Einnahme wird es zum Teil über die Lunge wieder ausgeschieden und wirkt dort schleimlösend, schwach krampflösend und antibakteriell. Eingesetzt wird es bei Erkältungskrankheiten und Asthma auch in Form von Inhalationen, in Nasensalben, Einreibungen und Badekonzentraten. Letztere wegen der lokal durchblutungsfördernden Wirkung auch gegen rheumatische Beschwerden. Des Weiteren wird das Öl in Salben bei bakteriellen Hauterkrankungen und Haarwurzelentzündungen eingesetzt.
In höheren Dosen kann das ätherische Öl bei externer Anwendung auf der Haut heftig juckende Exantheme hervorrufen.
Insgesamt gilt Eucalyptus globulus aber als wenig giftig.
Aus der Rinde kann 3,4-Dihydroxyphenylessigsäure gewonnen werden, welches als Biomarker für die Aktivität des dopaminergen Systems eingesetzt wird.